# Dom van Fürstenwalde
De Domkerk Sint Maria (Duits:Dom St. Marien) is een protestants kerkgebouw in Fürstenwalde in de Duitse deelstaat Brandenburg.

## Geschiedenis

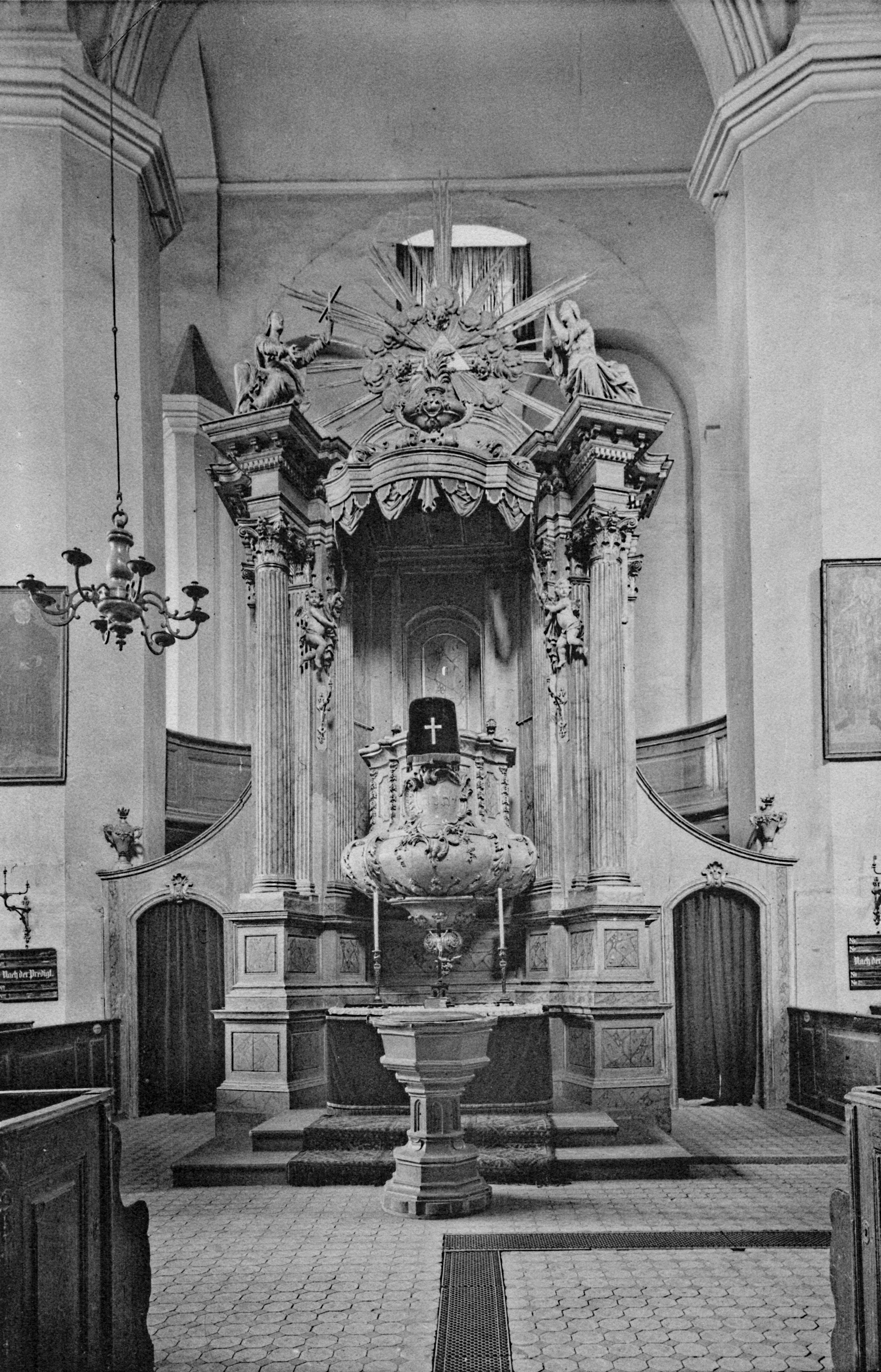
Het in 1945 vernietigde barokke kanselaltaar

Sinds de pauselijke bevestiging in 1385 was de kerk de zetelkerk van de bisschoppen van het bisdom Lebus. Sinds dat jaar werden ook de bisschoppen in de kerk bijgezet. In 1432 werd de kerk grotendeels verwoest, waarna vanaf 1446 de herbouw van de dom plaatsvond. 
In 1528 plunderde de roofridder Nickel von Minckwitz met zijn bende de kerk. Met het overlijden van bisschop Johan VIII Horneburg stierf de laatste katholieke bisschop van Lebus.
Vermeldenswaardig zijn de vrijstaande sacramentstoren van zandsteen uit 1517 en het grafmonument van bisschop Diederik van Bülow dat na diens dood in 1523 werd gemaakt.  
Op 12 april 1557 vond in aanwezigheid van de keurvorst Joachim II en zijn broer JohanI als markgraaf van de Neumark de eerste protestantse eredienst in de domkerk plaats.   
In 1771 werd het ooit gotische kerkgebouw grondig verbouwd in barokke stijl. In de jaren 1908-1910 vond weer een gotische verbouwing plaats. Het atelier van Rudolf en Otto Linnemann ontwierp een nieuw venster met de voorstelling van Christus bij Maria en Martha en een vensters met decoratieve motieven. 

## Verwoesting en herbouw
Het kerkgebouw werd tijdens de Tweede Wereldoorlog in de week van 16 tot 23 april 1945 bijna geheel volledig verwoest. Het gewelf en het waardevolle kerkmeubilair, zoals het kanselaltaar, werden vernietigd. Tot in de jaren 1970 bouwde de protestantse gemeente het kerkgebouw in grote lijnen weer op. Na het herstel van het exterieur werd vanaf 1988 ook het interieur ter hand genomen. Op 31 oktober 1995 werd de kerk opnieuw ingewijd. Het door Alexander Schuke uit Potsdam gebouwde orgel werd op 31 oktober 2005 door bisschop Huber ingewijd.

## Bibliotheek
Tot de domkerk behoort ook een op bisschop Diederik van Bülow (1490-1523) teruggaande bibliotheek. De bibliotheek is als gevolg van ouderdom en oorlog nog een fractie van de oorspronkelijke omvang en bevat ook resten van de bibliotheek van de familie von Massow uit Steinhöfel.

## Orgel
Het grote orgel werd door de firma Schuke uit Potsdam gebouwd. Het instrument gaat terug op een orgel uit de Thomaskerk te Leipzig, dat in verband met een nieuw Bach-orgel moest wijken. Het pijpmateriaal werd vervolgens aan de domgemeente van Fürstenwalde verkocht. Het instrument bezit 64 registers verdeeld over vier manualen en pedaal. De speeltracturen zijn mechanisch en de registertracturen elektrisch.